# Tuncer
Tuncer ist ein türkischer männlicher Vorname mit der Bedeutung „stark wie Bronze“, der auch als Familienname auftritt.

## Verbreitung
Der Name wird in Deutschland ab und zu in der Namensgebung berücksichtigt. In den letzten 10 Jahren wurde er rund 20 Mal vergeben. In Österreich kommt der Name sehr selten vor, von 1984 bis 2023 wurde nur ein Junge so genannt. In der Schweiz tragen 26 Jungen den Namen (Stand 2023). Seine Vergabe ist auch in Dänemark nachgewiesen.

## Namensträger

### Vorname
- Tuncer Edil (* 1945), türkisch-US-amerikanischer Geotechniker
- Tuncer İnceler (1942–1990), türkischer Fußballspieler

### Familienname
- Abdulkadir Tuncer (* 1998 oder 1999), türkischer Schauspieler
- Engin Tuncer (* 1950), türkischer Fußballspieler
- Enver Tuncer (* 1971), deutscher Journalist und Hörfunkmoderator türkischer Abstammung
- Erdal Tuncer (* 1942), türkischer Fußballspieler
- Fadime Tuncer (* 1969), deutsche Politikerin (Bündnis 90/Die Grünen)
- Firat Tuncer (* 1995), türkisch-deutscher Fußballspieler
- Onur Tuncer (* 1984), türkischer Fußballspieler
- Yenal Tuncer (* 1985), türkischer Fußballspieler